# Dokurniszki (sielsowiet Żuprany)
Dokurniszki (biał. Дакурнішкі; ros. Докурнишки) – dawny majątek. Tereny, na których był położony, leżą obecnie na Białorusi, w obwodzie grodzieńskim, w rejonie oszmiańskim, w sielsowiecie Żuprany.

## Historia
W czasach zaborów folwark w gminie Soły, w powiecie oszmiańskim, w guberni wileńskiej Imperium Rosyjskiego. W 1866 roku liczyła 57 mieszkańców (w tym 8 Żydów). W 1905 roku liczył  64 mieszkańców, 472 dziesięciny, własność Żylińskiego.
Po I wojnie światowej pod administracją polską, w Zarządzie Cywilnym Ziem Wschodnich. W latach 1920–1922 w składzie Litwy Środkowej.
Od 11 kwietnia 1922 okolica leżała w Polsce, w województwie wileńskim, w powiecie oszmiańskim, w gminie Soły.
W 1931 w 6 domach zamieszkiwało 76 osób.
Wierni należeli do parafii rzymskokatolickiej w Daukszyszkach. Miejscowość podlegała pod Sąd Grodzki w Oszmianie i Okręgowy w Wilnie; mieścił się tu urząd pocztowy obsługujący część gminy Soły.